# Валиди, Джамал
Джамал Валиди (тат. Җамал Вәлиди; Валидов Джамалетдин Джалялетдинович, 1887—1932) — татарский мыслитель и просветитель, учёный-энциклопедист, языковед-тюрколог, историк татарской общественной мысли, деятель культуры, основатель татарской профессиональной литературной критики и эстетической мысли.
Его перу принадлежат первые аналитические литературно-критические труды о произведениях татарских классиков Г. Тукая, Г. Ибрагимова, Ш. Камала, Г. Исхаки.
Научные исследования в области теоретической и практической грамматики, графики и орфографии, лексикологии, истории литературного языка и языкознания, методики преподавания татарского языка. Им были собраны и впервые подготовлены к печати пословицы и поговорки татарского народа и толковый словарь татарского языка, однако опубликованы не были из-за репрессий.
В 1930 по ложному обвинению («султангалиевщина») был арестован и осуждён на 5 лет концлагерей.
Умер 30 ноября 1932 года в заключении, на строительстве Беломоро-Балтийского канала.
Реабилитирован в 1959 году.